# Görög László (színművész)
Görög László (Debrecen, 1964. február 3. –) Jászai Mari-díjas magyar színész, szinkronszínész.

## Életpályája
Már a főiskola idején, melyet Marton László osztályában végzett el, 1985 és 1987 között a Vígszínház tagja volt. A színművészeti elvégzése után a Pécsi Nemzeti Színházhoz szerződött, majd 1989–től a Radnóti Miklós Színházban szerepelt. 2000–től szabadfoglalkozású művészként lépett színpadra. 2002-től az egri Gárdonyi Géza Színház társulatának tagja lett, ahol 2011-ig játszott. 2012-2015 között a Miskolci Nemzeti Színház művésze, majd a 2015-2016-os évadra a szombathelyi Weöres Sándor Színház tagja lett. 2016-2023 között ismét a Miskolci Nemzeti Színház tagja volt. 2023-tól a Thália Színház színésze.
Vendégként játszott a Játékszín, a Pesti Színház, a Vígszínház, az Arany János Színház, a Budapesti Kamaraszínház, a Komédium, a Szigligeti Színház, a Nemzeti Színház és a Magyar Színház darabjaiban is. Színházi fellépései mellett rendezőként is dolgozik. Filmszerepeket is vállal, valamint szinkronhangként is ismerhetjük.

### Magánélete
1991-től 2003-ig Hernádi Judit élettársa volt. 2010-2015 között Sirokay Bori (Görög-Sirokay Borbála) dramaturg volt a felesége. 2017-ben kötött házasságot Czakó Julianna színésznővel. 2017-ben született meg kislányuk: Gizella Eliza.

## Színházi szerepei
- José (Wasserman: La Mancha lovagja)
- Emil (Erich Kästner: Emil és a detektívek)
- Péter (Görgey Gábor: Huzatos ház)
- Diák (Dobozy–Vajda–Vajda–Fábri: Villa Negra)
- Charles Gauthier; Fouquier-Tinville (Boublil-Riviére: A francia forradalom)
- Franz (Kroetz: Vadászat)
- Don Inigo Osorio (Lope de Vega: Sevilla csillaga)
- Gyuri pincér (Szigligeti Ede: Liliomfi)
- Potyatko (Jaroslav Hašek: Svejk, egy derék katona kalandjai a hátországban)
- Dick (Braden: A színezüst csehó)
- Henry (Brammer–Grünwald: A Montmartre-i ibolya)
- Salerio (William Shakespeare: A velencei kalmár)
- Octave de Clérambard gróf (Marcel Aymé: Gróf Clérambard)
- Srác (Spiró György: Csirkefej)
- William (Maugham: Imádok férjhez menni)
- Eros; Hírnök (William Shakespeare: Antonius és Kleopátra)
- Pongrácz (Bíró Lajos: Hotel Imperial)
- Passepartout Jean (Zsótér Sándor: Utazás a Föld körül nyolczvan nap alatt)
- Gergő (Eschner: Gergő király)
- Csepű Palkó (Petőfi Sándor: A helység kalapácsa)
- Freddy (George Bernard Shaw: Pygmalion)
- Malacka (Milne: Micimackó)
- Paul Pollack (Woody Allen: Lebegő fénybuborék)
- Alex (Burgess: Mechanikus narancs)
- Tony Whitcomb (Pörtner: Hajmeresztő)
- Arlequin (Marivaux: Állhatatlan szeretők)
- Jakab (Molière: A fösvény)
- Zoli (Szép Ernő: Vőlegény)
- Eddie; Jövendőmondó (Berkoff: Görög)
- Saturnio (Németh Ákos: Anita, avagy a szenvedély)
- Truffaldino (Gozzi: A szarvaskirály)
- Dzsiró (Misima Jokio: Komacsi a sírnál)
- Komoróczy (Barta Lajos: Szerelem)
- Claire (Jean Genet: Cselédek)
- Rómeó; Benvolió (William Shakespeare: Rómeó és Júlia)
- Főpincér (Molnár Ferenc: A jó tündér)
- Hitler (Tábori György: Mein Kampf)
- Luigi del Soro; Giovanni (Vajda Katalin: Anconai szerelmesek)
- János (Mándy Iván: Régi idők mozija)
- Rica Venturiano (Caragiale: Zűrzavaros éjszaka)
- Martiny dr. (Móricz Zsigmond: Rokonok)
- Péter (Németh László: Bodnárné)
- Diótörő (Hoffmann: Diótörő)
- Hlesztakov (Gogol: A revizor)
- Eugenio (Carlo Goldoni: A kávéház)
- Max Brod (Bennett: Kafka farka)
- Percsik (Stein: Hegedűs a háztetőn)
- Debrődi László (William Shakespeare: Othelló Gyulaházán)
- Henry Higgins (Shaw: My fair lady)
- A férfiak (Pozsgai Zsolt: Liselotte és a május)
- Oidipusz (Szophoklész: Oidipusz)
- Író (Gyárfás Miklós: Tanulmány a nőkről)
- Leontés (William Shakespeare: A tél meséje)
- Dovre király (Ibsen: Peer Gynt)
- Mirandole (Achard: Dominó)
- Carillo Alfonz (Márton László: A nagyratörő; Az állhatatlan)
- Frank (Wesker: A konyha)
- Pierre Lenoir (Zágon–Somogyi: Fekete Péter)
- Zsorzs Miloszlavszkij (Bulgakov: Iván a rettentő)
- Michael (Hartog: Családi ágy)
- Oberon (William Shakespeare: Szentivánéji álom)
- Béres úr (Horváth Péter: Kerti mulatság avagy írók a fogason)
- A Kikiáltó (Paul Claudel: A selyemcipő)
- Bankó Béni (Csiky Gergely: Prolik)
- Poncius Pilátus (Bulgakov: A Mester és Margarita)

## Színházi rendezései
- Steven Berkoff: Nyafogók (2003)
- Schiller: Ármány és szerelem (2005)
- Alan Alexander Milne: Micimackó (2005)
- Molnár Ferenc: A Pál utcai fiúk (2005)
- Federico García Lorca: Vérnász (2006)
- Füst Milán: Máli néni (2007)
- Móricz Zsigmond: Sári bíró (2012)
- Paul Pörtner: Hajmeresztő (2012)

## Filmjei

### Játékfilmek
- Akli Miklós (1986)
- Laura (1987)
- Forget about me (1990)
- Homo Novus (1990)
- Szamba (1995)
- Szeressük egymást, gyerekek – A nagy agyhalál (1995)
- Franciska vasárnapjai (1996)
- Valami Amerika (2001)
- Max (2002)
- Argo (2004)
- Kész cirkusz (2005)
- Jumurdzsák gyűrűje (2005)
- A Herceg haladéka (2006)
- Kútfejek (2006)
- Good (2008)
- Szinglik éjszakája (2010)
- A föld szeretője (2010)
- Szép csendben (2019)
- Blokád (2022)

### Tévéfilmek
- A pesti légionárius (író)
- A legjobb barátom
- Pán Péter (1991)
- Békestratégia (1985)
- Labdaálmok (1989)
- Égető Eszter (1989)
- Angyalbőrben (1990–1991)
- Família Kft. (1991–1993)
- Edith és Marlene (1992)
- Glóbusz (1993)
- Öregberény 1–22. (1994)
- Mária, Jézus anyja (1999)
- Koldus és királyfi (2000)
- Kisváros (2000)
- Napóleon (2002)
- Bajor-show (2004)
- Indián nyár (2006)
- Presszó (2008)
- Páratlan évek (2008)
- Jóban Rosszban (2008)
- Cseppben az élet (2019)
- Majdnem menyasszony (2024)

## Szinkronszerepei
- A Mester és Margarita: Vareuha – Andrey Sharkov
- Szenzációs recepciós: Doug Ireland – Michael J. Fox
- Beépített szépség: Eric Matthews – Benjamin Bratt
- Taxi 1–4: Daniel – Samy Naceri
- Baywatch: Eddie Kramer – Billy Warlock
- Falcon Crest: Lance Cumson – Lorenzo Lamas
- Amíg még élünk: Warren Jones – Jason Hughes
- Szenzáció: Richard 'Tintin' Fortin – Martin Drainville
- Robin Hood legújabb kalandjai: Robin Hood – John Bradley-West
- Tom Jones: Tom Jones – Max Beesley
- Lángoló part: Shasa – Andrea Prodan
- Top Gun: Tom "Iceman" Kazansky hadnagy - Val Kilmer
- Harmadik műszak: Roberto 'Bobby' Caffey – Bobby Cannaval
- Sírhant művek: David James Fisher – Michael C. Hall
- Andromeda: Seamus Harper – Gordon Michael Woolvett
- A jog útvesztőjében: Charlie Darling – John Thomson
- Egy kamasz lány naplója: Dad – Ian Dunn
- Rendőrakadémia (1.): Carey Mahoney – Steve Guttenberg
- Galaxis útikalauz stopposoknak: Arthur Dent – Martin Freeman
- Sherlock (televíziós sorozat) BBC: Dr. John Watson – Martin Freeman
- Sárkányvadászok: Gwizdo
- A hobbit: Váratlan utazás: Zsákos Bilbó – Martin Freeman
- A hobbit: Smaug pusztasága: Zsákos Bilbó – Martin Freeman
- A hobbit: Az öt sereg csatája: Zsákos Bilbó – Martin Freeman
- 10 dolog amit utálok benned: Patrick Verona – Heath Ledger
- Hatalom és szenvedély: Samuel Wright – Daniel Roberts
- "Egy kutya négy élete" és "Egy kutya négy útja": narrátor (Josh Gad)
- A majmok bolygója: Háború: Rossz Majom – Steve Zahn
- Cobra Kai: Daniel LaRusso- Ralph Macchio
- Gilbert Grape: Gilbert Grape – Johnny Depp
- Mission: Impossible – Fantom protokoll: Benji Dunn – Simon Pegg
- Mission: Impossible – Titkos nemzet: Benji Dunn – Simon Pegg
- Mission: Impossible – Utóhatás: Benji Dunn – Simon Pegg
- Mission: Impossible – Leszámolás: Benji Dunn – Simon Pegg
- Mission: Impossible – A végső leszámolás: Benji Dunn – Simon Pegg

## Hangjáték
- Zalán Tibor: Ne lőj a fecskére! (1991)
- Márton László: A tagok szerinti szépség (1992)
- Ladislav Fuks: Boldogultak bálja (1993)
- Vámos Miklós: Az ötödik felvonás (1993)
- Weöres Sándor: Szkíták (1993)
- Rudyard Kipling: A fehér fóka (1995)
- Zalán Tibor: A vak (1996)
- John Ford: Kár, hogy kurva (1998)
- Alakok – Kosztolányi Dezső portréi (1999)
- Vajda István: A fekete tükör (2000)
- Benedek Szabolcs: Mariann (2001)
- Rádiószínház-Szerb Antal leveleiből (2001)
- Ingo Schulze: Adam és Evelyn (2009)
- Vörös István: Szindbád kimenője (2010)
- Janicsek Péter és Toepler Zoltán: Mínusz egy (2012)
- Sultz Sándor: Retró (2012)
- Bársony János: Cigány mesék (2013)
- Arthur Phillips: Arthur tragédiája (2015)
- Simai Kristóf: Szakácskönyv (2015)
- Kőrösi Zoltán: Szerelmes évek (2017)
- Sánta Ferenc: Az ötödik pecsét (2017)
- Lengyel Balázs: A Szebeni fiúk (2019)

## Díjai
- Jászai Mari-díj (1994)
- Napsugár-díj (2004)
- Déryné-díj (2017)
- Gábor Miklós-díj (2020)[9]